# 隆庆卫
隆庆卫，明建文四年（1402年）燕王改居庸关千户所置，治今北京市昌平区西北居庸关。属后军都督府。地控军都山隘道中枢，为长城要口之一。隆庆元年（1567年）改名为延庆卫。 